# 广州大学城中心湖公园

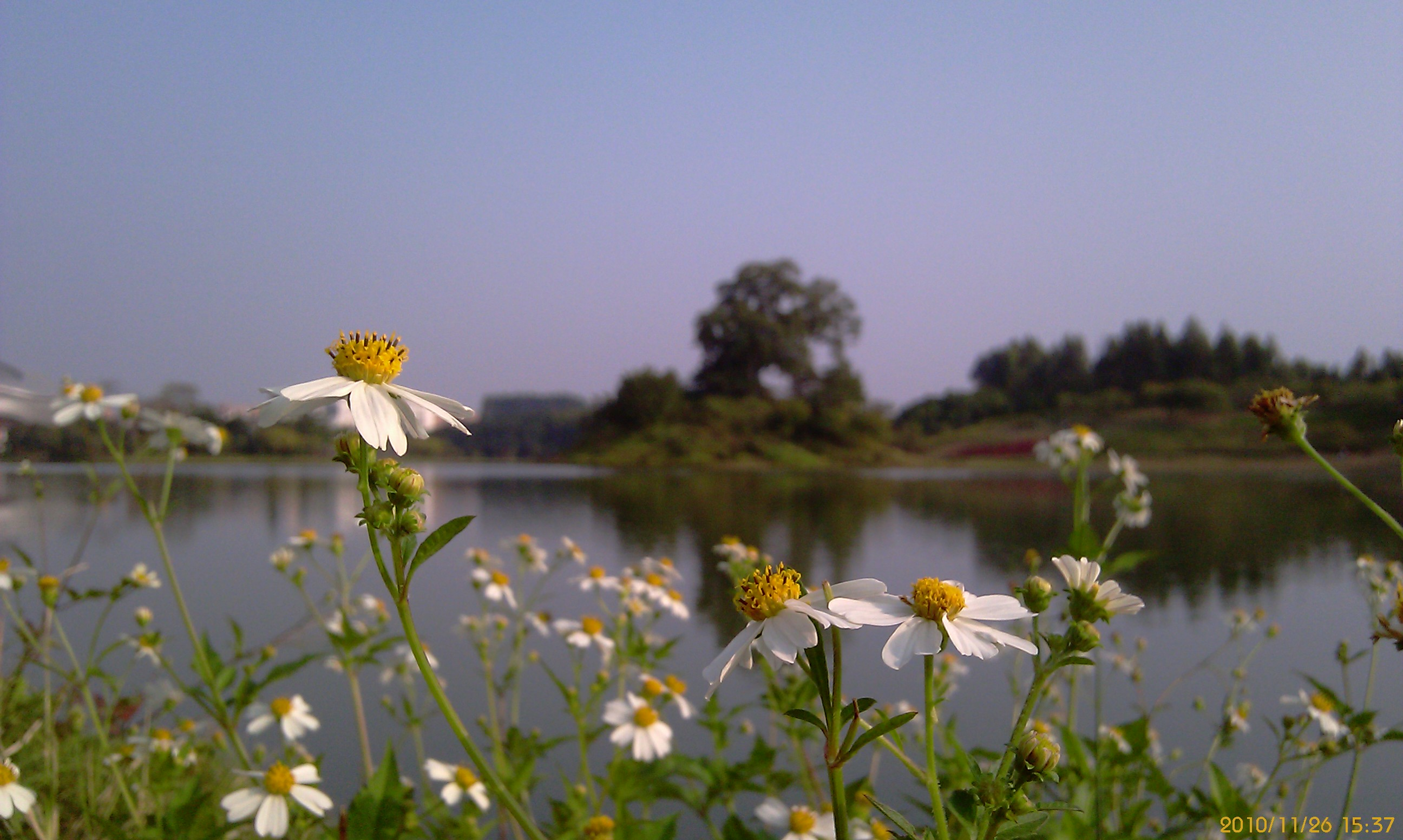
中心湖

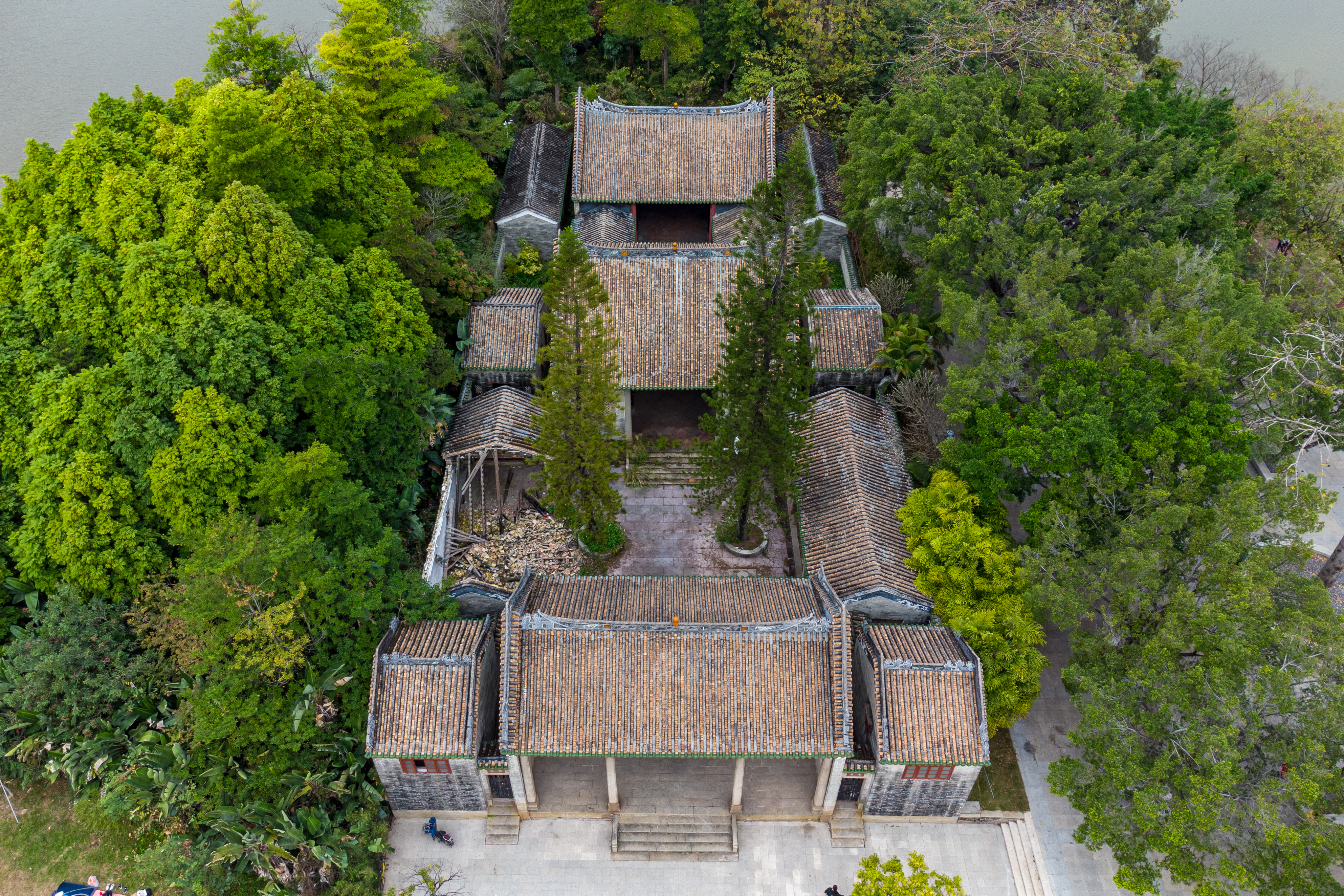
位于广州大学城中心湖公园（原郭塱村）内的郭塱郭氏宗祠

广州大学城中心湖公园，位于广东省广州市番禺区小谷围岛中央，是广州大学城面积最大、最具代表性的开放式公园，被广州大学城体育中心、广州文学艺术创作中心、广东省中医院大学城医院环绕其中，占地总面积约350亩，其中水体面积约100亩。

## 简介
中心湖公园范围原属番禺新造镇郭塱村，在广州大学城动工兴建后，郭塱村实施整村搬迁，原址改建为东西长、南北窄的人工湖，因位于全岛中心地带，故名“中心湖”，中心湖东接赤坎涌，湖水经华南理工大学生活区、广东药科大学生活区、广州中医药大学汇入珠江。湖的东南岸仍保留原郭塱村始建于明朝洪武年间的郭氏宗祠，占地面积约1200平方米。公园主要景点包括长约2公里的环湖绿道、紫荆园、休息亭、文化广场等。2020年7月23日，广州大学城中心湖停车场正式启用，占地14122平方米，总投资约431万元，设有381个平面停车位。